# Jaana Savolainen
Jaana Maarit Savolainen (* 23. Januar 1964 in Lappeenranta) ist eine ehemalige finnische Skilangläuferin.

## Werdegang
Savolainen, die für den Lahden Hiihtoseura startete, hatte ihren ersten internationalen Erfolg bei den Junioren-Skiweltmeisterschaften 1982 in Murau. Dort gewann sie die Silbermedaille mit der Staffel. Im folgenden Jahr holte sie bei den Junioren-Skiweltmeisterschaften in Kuopio die Goldmedaille mit der Staffel. Ihr Debüt im Weltcup hatte sie im März 1983 in Lahti und belegte dabei den 44. Platz über 5 km. Im Februar 1984 errang sie in Falun den zweiten Platz mit der Staffel. Bei den nordischen Skiweltmeisterschaften 1985 in Seefeld in Tirol wurde sie Vierte mit der Staffel. Zu Beginn der Saison 1985/86 erreichte sie in Labrador City mit dem dritten Platz über 5 km Freistil ihre erste Podestplatzierung im Weltcupeinzel. Im weiteren Saisonverlauf errang sie in Lahti den dritten Platz mit der Staffel und holte in Oslo über 10 km Freistil ihren ersten Weltcupsieg. Die Saison beendete sie auf dem achten Platz im Gesamtweltcup. Im folgenden Jahr belegte sie bei den nordischen Skiweltmeisterschaften 1987 in Oberstdorf den sechsten Platz mit der Staffel und den dritten Platz beim Weltcup in Lahti mit der Staffel. Zu Beginn der Saison 1987/88 kam sie in La Clusaz mit dem zweiten Platz über 5 km Freistil erneut aufs Podest. Beim Saisonhöhepunkt den Olympischen Winterspielen 1988 in Calgary gewann sie die Bronzemedaille mit der Staffel. Zudem errang sie den 28. Platz über 20 km Freistil. Bei den nordischen Skiweltmeisterschaften 1989 in Lahti holte sie mit der Staffel die Goldmedaille und errang über 10 km Freistil den 16. Platz. In der Saison 1989/90 kam sie im Weltcup dreimal unter die ersten Zehn. Dabei holte sie in Soldier Hollow über 5 km klassisch ihren zweiten Weltcupsieg und erreichte zum Saisonende den neunten Platz im Gesamtweltcup. Im März 1991 wurde sie in Falun Dritte mit der Staffel. In der Saison 1991/92 erreichte sie im Weltcupeinzel drei Top-Zehn-Platzierungen und errang damit den 13. Platz im Gesamtweltcup. Ihre besten Ergebnisse bei den Olympischen Winterspielen 1992 in Albertville waren der 18. Platz im Verfolgungsrennen und der vierte Rang mit der Staffel. Ihr letztes Weltcuprennen lief sie im März 1994 in Lahti, welches sie mit der Staffel auf dem vierten Platz beendete.

## Weltcupsiege im Einzel
| Nr. | Datum            | Ort            | Disziplin                      |
| --- | ---------------- | -------------- | ------------------------------ |
| 1.  | 15. März 1986    | Oslo           | 10 km Freistil Individualstart |
| 2.  | 9. Dezember 1989 | Soldier Hollow | 5 km klassisch Individualstart |

## Teilnahmen an Weltmeisterschaften und Olympischen Winterspielen

### Olympische Spiele
- 1988 Calgary: 3. Platz Staffel, 28. Platz 20 km Freistil
- 1992 Albertville: 4. Platz Staffel, 18. Platz 10 km Verfolgung, 26. Platz 5 km klassisch, 28. Platz 30 km Freistil

### Nordische Skiweltmeisterschaften
- 1985 Seefeld: 4. Platz Staffel
- 1987 Oberstdorf: 6. Platz Staffel
- 1989 Lahti: 1. Platz Staffel, 16. Platz 10 km Freistil

## Weltcup-Gesamtplatzierungen
| Saison  | Platz | Punkte |
| ------- | ----- | ------ |
| 1983/84 | 28.   | 14     |
| 1984/85 | -     | -      |
| 1985/86 | 8.    | 44     |
| 1986/87 | 56.   | 1      |
| 1987/88 | 28.   | 20     |
| 1988/89 | 28.   | 14     |
| 1989/90 | 9.    | 52     |
| 1990/91 | -     | -      |
| 1991/92 | 13.   | 29     |
| 1992/93 | 59.   | 7      |